# السلام (الدقهلية)
قرية السلام هي إحدى القرى التابعة لمركز شربين في محافظة الدقهلية في جمهورية مصر العربية. حسب إحصاءات سنة 2006، بلغ إجمالي السكان في السلام 7533 نسمة، منهم 3978 رجل و3555 امرأة.